# Classification de Baume
 (juin 2023).
Si vous disposez d'ouvrages ou d'articles de référence ou si vous connaissez des sites web de qualité traitant du thème abordé ici, merci de compléter l'article en donnant les références utiles à sa vérifiabilité et en les liant à la section « Notes et références ».
Pour les articles homonymes, voir Baume.
La classification de Baume est une classification symptomatologie à but thérapeutique des pathologies pulpaires. Elle est l'une  des seules classifications à tenir compte des données cliniques adaptées aux moyens thérapeutiques disponibles.
- Catégorie I de Baume : pulpes vivantes sans symptomatologies lésées accidentellement ou proche d'une carie profonde susceptible d'être protégées par coiffage.

- Catégorie II de Baume : pulpes vivantes avec symptomatologies, dont la vitalité pulpaire peut être protégée par coiffage ou biopulpotomie.

- Catégorie III de Baume : pulpes vivantes dont la biopulpectomie suivie d'une obturation radiculaire immédiate est indiquée pour des raisons esthétique, iatrogène, prothétique ou pronostique.

- Catégorie IV de Baume : pulpes nécrosées avec en principe infection de la dentine radiculaire accompagnée ou non de complications périapicales exigeant un traitement canalaire antiseptique et une obturation hermétique.